# Иванович, Милан
Ми́лан Ива́нович (англ. Milan Ivanović, серб. Милан Ивановић; род. 21 декабря 1960, Сивац, Югославия) — австралийский футболист сербского происхождения, выступавший на позиции центрального защитника.

## Карьера

### Клубная карьера
Родившийся в Югославии, Милан Иванович начал свою профессиональную карьеру в местном клубе «Црвенка». Отыграв несколько сезонов за «Pудap» из Костолаца и белградский ОФК, Иванович был приглашён в гранд югославского футбола — «Црвену Звезду», однако закрепиться в её основном составе не сумел.
В 1988 году Иванович эмигрировал в Австралию. С 1989 года он выступал за «Аделаиду Сити» и в составе команды стал двукратным чемпионом Австралии (1991/1992, 1993/1994), двукратным обладателем Кубка Австралии (1989, 1991/1992), а также удостаивался персональных наград: по окончании сезона 1991/1992 ему как лучшему игроку чемпионата была вручена Медаль Джона Уоррена, а в 1993 году — Медаль Джо Марстона, которая вручается лучшему игроку финального матча первенства страны.
В 2003 году Милан Иванович был включён в Зал славы Футбольной федерации Австралии.

### Карьера в сборной
Дебют Ивановича за сборную Австралии состоялся в 1991 году против Чехословакии. В составе национальной команды стал серебряным призёром Кубка конфедераций 1997, проходившем во Саудовской Аравии, а также победителем Кубка наций ОФК 1996.
Всего же за сборную он провёл 59 игр, в том числе одну с капитанской повязкой — товарищеский матч, прошедший 15 февраля 1998 года в Аделаиде против Японии, стал для него последним в футболке «соккеруз».
В 2000 году любительская организация «Rec.Sport.Soccer Statistics Foundation» включила Ивановича в австралийскую «Команду века», расположив его на поле в роли второго центрального защитника.